# Neurolingvistisk programmering
 For alternative betydninger, se NLP.
Neurolingvistisk programmering (NLP) er en pseudovidenskabelig
praksis indenfor personlig udvikling, der har til mål at skabe forandring i menneskers liv. NLP benyttes både i forbindelse med mental træning for topidrætsudøvere, og i erhvervskurser hvor personlig udvikling af den enkelte medarbejder søges, samt til at afhjælpe følelsesmæssige problemer.
NLP blev udviklet i starten i 1970'erne af Richard Bandler og John Grinder.

## NLP-uddannelse
Der findes kurser i NLP på flere niveauer og retninger:
- Erhvervskurser af kortere varighed (2 til 6 dage), typisk med fokus på NLP i forbindelse med ledelse og kommunikation.
- NLP Practitioner uddannelsen, der anses som værende NLP- grunduddannelsen.
- NLP Master Practitioner, som er overbygningen til NLP Practitioner-uddannelsen.
- NLP Coaching uddannelsen, som igen er en overbygning på practitioner og master-practitioner uddannelserne. Nogle få uddannelsessteder kan tilbyde NLP Coaching-uddannelser, som giver adgang til international certificering.
- NLP Psykoterapeut uddannelsen, som er en to-årig overbygning på NLP Master Practitioner uddannelsen. Hvis denne uddannelse tages på et uddannelsessted, som er evalueret efter de ministerielle krav til en forsvarlig psykoterapeutuddannelse, kvalificerer uddannelsen til optagelse i brancheorganisationen Dansk Psykoterapeutforening på lige fod med gestaltterapeuter, narrative terapeuter, systemiske terapeuter m.fl.[kilde mangler] Der er grund til at orientere sig grundigt i det enkelte uddannelsessteds ståsted og grundighed, da ikke alle udbydere er lige fagligt seriøse.[kilde mangler]

## NLP-forudsætningerne
NLP er, blandt andet, bygget op omkring nogle simple grundantagelser som eksempelvis:
- Mennesker laver landkort af landskab
- Du har alle de personlige ressourcer, som du har brug for
- Der er en positiv intention bag al adfærd
- Al viden og adfærd er brugbar i en eller anden sammenhæng
- Du kan måle effekten af din kommunikation i den feedback, du får
- Du kan ikke undlade at kommunikere
- Fejl og fiasko kan være nyttige oplevelser, hvis du opfatter dem som feedback
- Hvis "det" ikke virker, så gør noget andet. (Denne pragmatik bruges ikke i professionel psykoterapi)
- I alle situationer har den mest fleksible størst indflydelse. Fleksibilitet betyder, at man ser på muligheder
- Al viden og indsigt er der, hvis du søger den
- Der findes ikke én virkelighed, vi har hver vores model af den
- Det er muligt at modellere andres strategier og tilpasse dem egne kompetencer
- Excellente mål er forudsætningen for excellente resultater

NLP bygger desuden på det faktum, at mennesker benytter deres sanser til at opfatte og tolke verden. Den mest benyttede forudsætning er: "Der findes ikke én virkelighed, vi har alle vores model af den".
I NLP henviser man primært følgende tre sanser;[kilde mangler] såkaldte modaliteter (begrænsede måder at repræsentere verden på):
- Visuelt – Billeder og farver (øjne)
- Auditivt – Lyde og musik (øre)
- Kinæstetisk – De taktile sanser (berøring og smerte)

Ud over disse omtales der også følgende systemer:
- Audio/Digital – Indre dialog (at 'tale til sig selv')
- Olfaktorisk – Lugte og dufte
- Gustatorisk – Smag

## Kritik
Siden udviklingen af NLP som koncept har det været udsat for kritik af akademisk uddannede psykologer o.l. Blandt andet for at nogle har påstået at tilgangen kan kurere sygdomme som Parkinsons, HIV/AIDS og cancer,.
Den tidligere kendte NLP-terapeut Ole Vadum Dahl, der var med til at gøre NLP kendt i Danmark, kritiserer og tager i dag stærk afstand fra NLP .